# 1626 год в России
Царствование: 1613—1645 — Михаила Фёдоровича

## События
- Обновление писцовых книг (о размерах земельных владений, качестве земель, количестве крестьянских дворов, размере налогов и др.) в Поместном приказе[1].
- Попытка шведского короля Густава II Адольфа заключить военный союз с Россией против Польши[2].
- 22 декабря — по ложному обвинению в "самовольстве и упрямстве", а также колдовстве, инициированному патриархом Филаретом, Грамотин Иван Тарасьевич подвергнут опале и сослан в Алатырь (амнистирован 1633 году)[3].
- Тара выдержала нападение ойратов и сибирских татар[4].
- Пожалованы окольничеством: Долматов-Карпов Лев Иванович[5].
- Местничество: Колтовский Семён Васильевич и Волконский Григорий Константинович[6].

## Города и поселения
- В Писцовой книге Шацкого уезда впервые упоминается село Сасово (сов. г. Сасово)[7].
- 1626—1627 — в Сольвычегодске возведён малый острог вокруг Благовещенского собора[8].

## Руководители приказов
| Года      | Приказ                | Ф,И,О главы                     | Примечания                    |
| --------- | --------------------- | ------------------------------- | ----------------------------- |
| 1619-1628 | Ямской приказ         | Пожарский Дмитрий Михайлович    |                               |
| 1621-1628 | Разбойный приказ      | Пожарский Дмитрий Михайлович    |                               |
| 1617-1626 | Новгородская четверть | Грамотин Иван Тарасьевич        |                               |
| 1619-1626 | Посольский приказ     | Грамотин Иван Тарасьевич        | Первый раз: 1603-1604 и 1605  |
| 1624-1626 | Золотая палата        | Грамотин Иван Тарасьевич        |                               |
| 1626-1629 | Сыскной приказ        | Измайлов Артемий Васильевич     |                               |
| 1619-1626 | Книгопечатного дела   | Телепнёв Ефим Григорьевич       |                               |
| 1626-1629 | Золотой палаты        | Телепнёв Ефим Григорьевич       |                               |
| 1626-1630 | Посольский приказ     | Телепнёв Ефим Григорьевич       |                               |
| 1622-1641 | Большой казны         | Черкасский Иван Борисович       | За исключением 1638           |
| 1622-1641 | Иноземский приказ     | Черкасский Иван Борисович       |                               |
| 1622-1641 | Стрелецкий приказ     | Черкасский Иван Борисович       |                               |
| 1622-1637 | Аптекарский приказ    | Черкасский Иван Борисович       |                               |
| 1624-1634 | Казанского дворца     | Черкасский Дмитрий Мамстрюкович |                               |
| 1624-1629 | Владимирский судный   | Одоевский Иван Никитич Меньшой  | Боярин. Первый раз: 1619-1621 |
| 1625-1626 | Сыскной приказ        | Одоевский Иван Иванович Меньшой | Боярин                        |

## Воеводы[15]
| Года      | Город     | Ф,И,О воеводы                 | Примечания                      |
| --------- | --------- | ----------------------------- | ------------------------------- |
| 1625-1628 | Алатырь   | сперва Урусов Иван Степанович | Точно по каким годам неизвестно |
| 1625-1628 | Алатырь   | потом Урусов Иван Васильевич  | Точно по каким годам неизвестно |
| 1625-1627 | Алексин   | Есипов Пётр                   | Рязанец                         |
| 1625-1626 | Арзамас   | Новосильцев Михаил Игнатьевич |                                 |
| 1626-1629 | Арзамас   | Стрешнев Илья Афанасьевич     |                                 |
| 1625-1627 | Астрахань | Головин Пётр Петрович         |                                 |
| 1625-1627 | Берёзов   | Волконский Лев Михайлович     |                                 |
| 1626      | Болхов    | Унковский Степан Богданович   |                                 |
| 1626-1627 | Болхов    | Пущин Константин Михайлович   |                                 |
| 1626-1627 | Борисово  | Левшин Григорий               |                                 |
| 1620-1626 | Боровск   | Трусов Михаил Михайлович      |                                 |
| 1626-1627 | Боровск   | Дворянинов Борис Семёнович    |                                 |
| 1625-1626 | Брянск    | Нагово Александр Михайлович   | Стольник                        |
| 1626-1628 | Брянск    | Пожарский Роман Петрович      |                                 |
| 1625-1626 | Бежецк    | Свечин Данила                 |                                 |
| 1626-1627 | Бежецк    | Ловчиков Иван Юрьевич         |                                 |
| 1624-1626 | Белгород  | Ладыженский Абросим Иванович  |                                 |
| 1626-1628 | Белгород  | Козловский Михаил Григорьевич |                                 |
| 1623-1626 | Белёв     | Давыдов Иван Никитич Меньшой  |                                 |
| 1626      | Белёв     | Писемский Иван Прохорович     |                                 |
| 1626-1627 | Белёв     | Стрешнев Пётр Евстафьевич     |                                 |

## Правление
Список глав государств в 1626 году

## Родились
- Ртищев, Фёдор Михайлович (6 [16] апреля 1626 — 21 июня [1 июля] 1673) — друг и фаворит царя Алексея Михайловича, окольничий, глава разных приказов, просветитель, меценат, основавший Андреевский монастырь, ряд больниц, школ и богаделен[16].
- Ушаков, Симон Фёдорович (1626, Москва — 25 июня 1686, Москва) — московский иконописец и график.

## Умерли
- Царица Екатерина Шуйская (1590-е/около 1586 — 2 января 1626) — царица, вторая жена царя Василия Ивановича Шуйского[17].
- Васильчикова Анна Григорьевна (ум. 7 января), пятая жена Ивана Грозного с 1575 года (в письменных источниках царицей не именуется)[18].
- Колтовская, Анна Алексеевна (ок. 1554/1556 — 5 апреля 1626, Тихвин) — царица, четвёртая жена Ивана Грозного (весна 1572; брак длился менее полугода)[18].
- Макарий II (митрополит Новгородский) (ум. 12 сентября 1626) — епископ Русской православной церкви, митрополит Новгородский и Великолуцкий (1619—1626), архиепископ Вологодский и Великопермский (1617—1619).
- Нектарий Грек (? — 3 [13] июня 1626) — епископ Русской православной церкви, архиепископ Вологодский и Великопермский.